# Gideon (Richter)

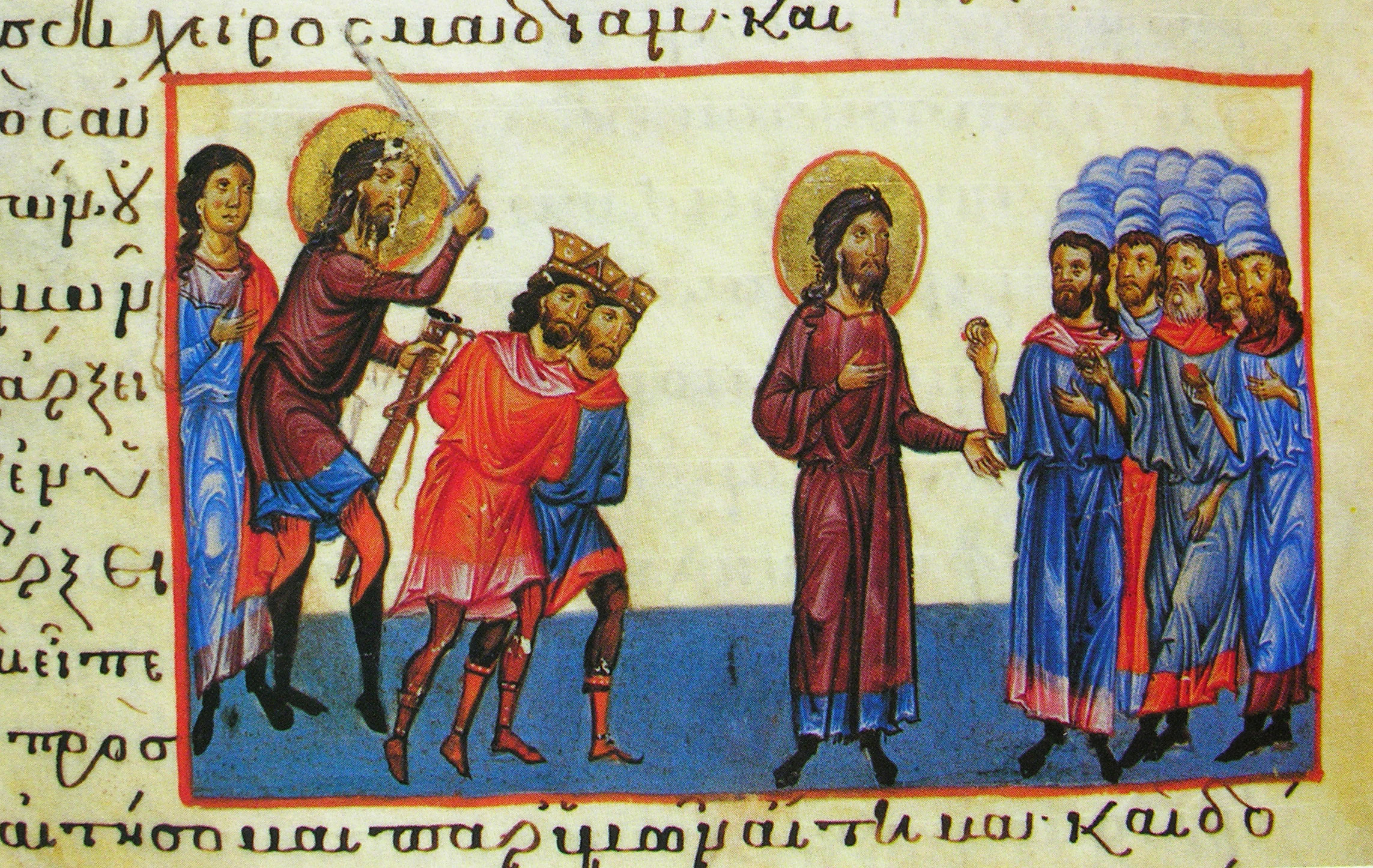
Gideon tötet die Midianiterkönige Sebach und Salmunna, Codex Vatopedinus, 13. Jhd.

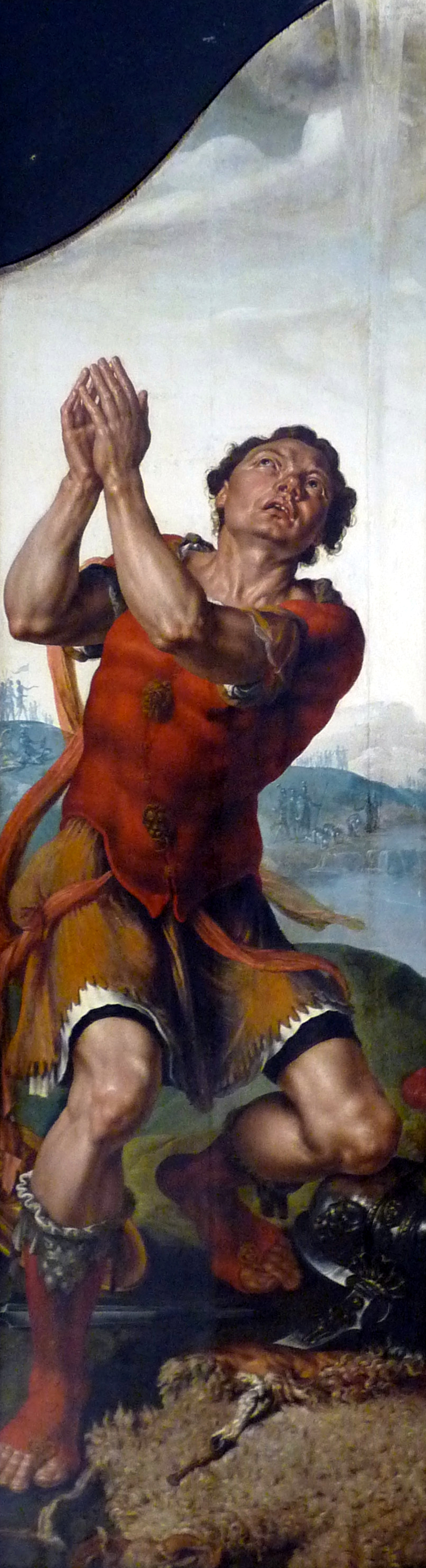
„Gideon dankt Gott für das Tauwunder“, Gemälde von Maarten van Heemskerck (Musée des Beaux-Arts de Strasbourg)

Gideon (mit dem Beinamen Jerubbaal) ist ein Richter in der Hebräischen Bibel. Er erscheint im Buch der Richter 6,11–8,35 .

## Etymologie
Der Name Gideon (hebräisch גִּדְעוֹן gid’ōn) ist von der hebräischen Verbwurzel גדע gd‘ „(etwas) abhauen“ abgeleitet. Der Name bedeutet „der (etwas) Abhauende“, also im weitesten Sinne „Hacker, Holzfäller, Zerstörer“. In der Septuaginta wird der Name mit γεδεων gedeōn wiedergegeben.
In Ri 6,32  erhält Gideon den Beinamen Jerubbaal (hebräisch יְרֻבַּעַל, in der Septuaginta ιαρβααλ iarbaal). Dieser besteht aus dem Verb rbb „zahlreich sein“ und dem Namen der Gottheit Ba’al und bedeutet „Ba’al ist groß“.
In 2 Sam 11,21  findet sich anstelle des Namens Jerubbaal in der Hebräischen Bibel der Name Jerubbeschet (hebräisch יְרֻבֶּשֶׁת). Beschet oder Boschet leitet sich vom Verb בושׁ „beschämt werden / sich schämen“ ab und bedeutet „Schande“. Der Name lässt sich also „Groß ist die Schande“ übersetzen.
Nach einer Theorie Abraham Geigers wurden nachträglich Namen geändert, die mit der fremden Gottheit Baal in Verbindung gebracht werden konnten. Das gleiche Phänomen ist in größerem Umfang auch bei den Namen Esch-Baal (geändert zu Isch-Boschet) und Merib-Baal (geändert zu Mefiboschet) erkennbar.

## Biblische Erzählung

### Berufung und Kampf gegen den Baalskult
Gideon, der Sohn des Joasch, wurde von JHWH durch einen Engel berufen, die Israeliten vom Joch der Midianiter zu befreien.
Gemäß der biblischen Erzählung bat er Gott, ihm seinen Auftrag mit einem Zeichen zu bestätigen und legte ein Vlies auf die Tenne, das über Nacht nass vom Tau sein solle. Am nächsten Morgen fand er das Vlies tatsächlich in der sonst trockenen Umgebung von Tau benetzt (Ri 6,36–40 ). Bernhard von Clairvaux nutzte dieses Gleichnis als Allegorie für die Empfängnis Jesu durch den Heiligen Geist in der Mariensymbolik.
Auf göttliche Anweisung riss Gideon den Altar und die Kultsäule des Baal-Kultes nieder.

„Darum nannte man Gideon seit jenem Tag Jerubbaal – das heißt: Baal möge gegen ihn streiten –, denn er hat seinen Altar niedergerissen“

### Kampf gegen die Midianiter
Um zu verhindern, dass die Israeliten den bevorstehenden Sieg als ihre eigene Leistung verstehen, befahl Gott Gideon zunächst alle nach Hause zu schicken, die „ängstlich und verzagt“ sind. Da die Anzahl der Kämpfer danach immer noch zu hoch war, befahl Gott Gideon, die Israeliten zum Wasser zu führen und nur diejenigen mitzunehmen, die aus der Hand tranken, ohne hinzuknien. Jene, die zum Trinken niederknieten, nahm er nicht mit. So blieben schließlich nur noch dreihundert Mann übrig (Ri 7,5–7 ).
Als Gideon mit seinen Leuten in der Nähe des midianitischen Feldlagers war, befahl ihm der HERR zu diesem hinabzugehen, um ihn für seine Aufgabe zu stärken. Dabei durfte er seinen Diener Pura mitnehmen. Dort hörten sie, wie ein Midianiter einem anderen von seinem Traum berichtete, in dem ein Laib Gerstenbrot zum Lager der Midianiter herabrollte, an das Zelt stieß und dieses dadurch zum Einsturz brachte. Der andere Midianiter deutete diesen Traum daraufhin so, dass Gott die Midianiter Gideon in die Hände gegeben habe (Ri 7,9–14 ). Das Gerstenbrot symbolisiert so die israelitischen Bauern, während das Zelt für die nomadischen Midianiter steht.
Nach seiner Rückkehr ins israelitische Lager teilte Gideon die dreihundert Mann in drei Heerhaufen und gab jedem eine Posaune (konkret ein Schofar, ein Widderhorn, welches einen durchdringenden Ton abgibt) in die eine Hand und eine in einem leeren Tonkrug verborgene Fackel in die andere Hand. Auf sein Signal hin zerbrachen die Israeliten ihre Tonkrüge und bliesen die Schofarhörner. In der Folge brach im midianitischen Lager Panik aus und die Midianiter flohen in chaotischer Weise (Ri 7,15–22 ).

### Nach dem Sieg über die Midianiter
Nach dem Sieg über die Midianiter lehnte Gideon die Königswürde ab, bat jedoch sein Volk, ihm einen Teil des erbeuteten Goldes der Midianiter zu geben, woraus er ein Efod fertigte, offenbar ein Götzenbild, denn es heißt weiter: „Und ganz Israel trieb dort damit Abgötterei. Das brachte Gideon und sein Haus zu Fall“ (Ri 8,27 ).
Gideon starb in hohem Alter in seiner Heimatstadt Ofra in Benjamin. Nach seinem Tode lebte der Baal-Kult wieder auf (Ri 8,32–33 ). Sein Sohn Abimelech riss die von Gideon abgelehnte Königsherrschaft schließlich an sich (Ri 9 ).

## Söhne Gideons
Gideon hatte 70 Söhne. Besonders erwähnt wird Abimelech, der Sohn einer Nebenfrau aus Sichem (Ri 8,30–31 ). In Ri 9,1–4  wird geschildert, wie Abimelech nach Sichem zu den Brüdern seiner Mutter ging und sie für sein Ziel, die alleinige Nachfolge von Gideon anzutreten, gewann. Mithilfe von gewissenlosen Männern brachte er seine 70 Brüder um.

„Dann drang er in das Haus seines Vaters in Ofra ein und brachte seine Brüder, die Söhne Jerubbaals, siebzig Mann, auf ein und demselben Stein um. Nur Jotam, der jüngste Sohn Jerubbaals, blieb übrig, weil er sich versteckt hatte.“

Anschließend wird Abimelech zum König gesalbt.